# Право и справедливост
Право и справедливост (на полски: Prawo i Sprawiedliwość) е дясна националноконсервативна политическа партия в Полша.
Основана е през 2001 година от братята Лех и Ярослав Качински след разпадането на партията Изборна акция „Солидарност“. През 2005 година печели президентските и парламентарните избори, като Лех Качински става президент, а Ярослав Качински оглавява правителствена коалиция, включваща крайнодесните партии Самоотбрана на Република Полша и Лига на полските семейства. На изборите през 2007 и 2011 година Право и справедливост остава на второ място и е основната опозиционна партия на правителството на Доналд Туск. През 2015 година печели изборите с 38% от гласовете и 235 от 460 места в Сейма.